# Alina Shukh
Alina Shukh (Ucrania, 12 de febrero de 1999) es una atleta ucraniana especializada en las pruebas de heptatlón y lanzamiento de jabalina. Ha sido campeona europea y mundial en categorías sub-18 y sub-20.

## Carrera deportiva

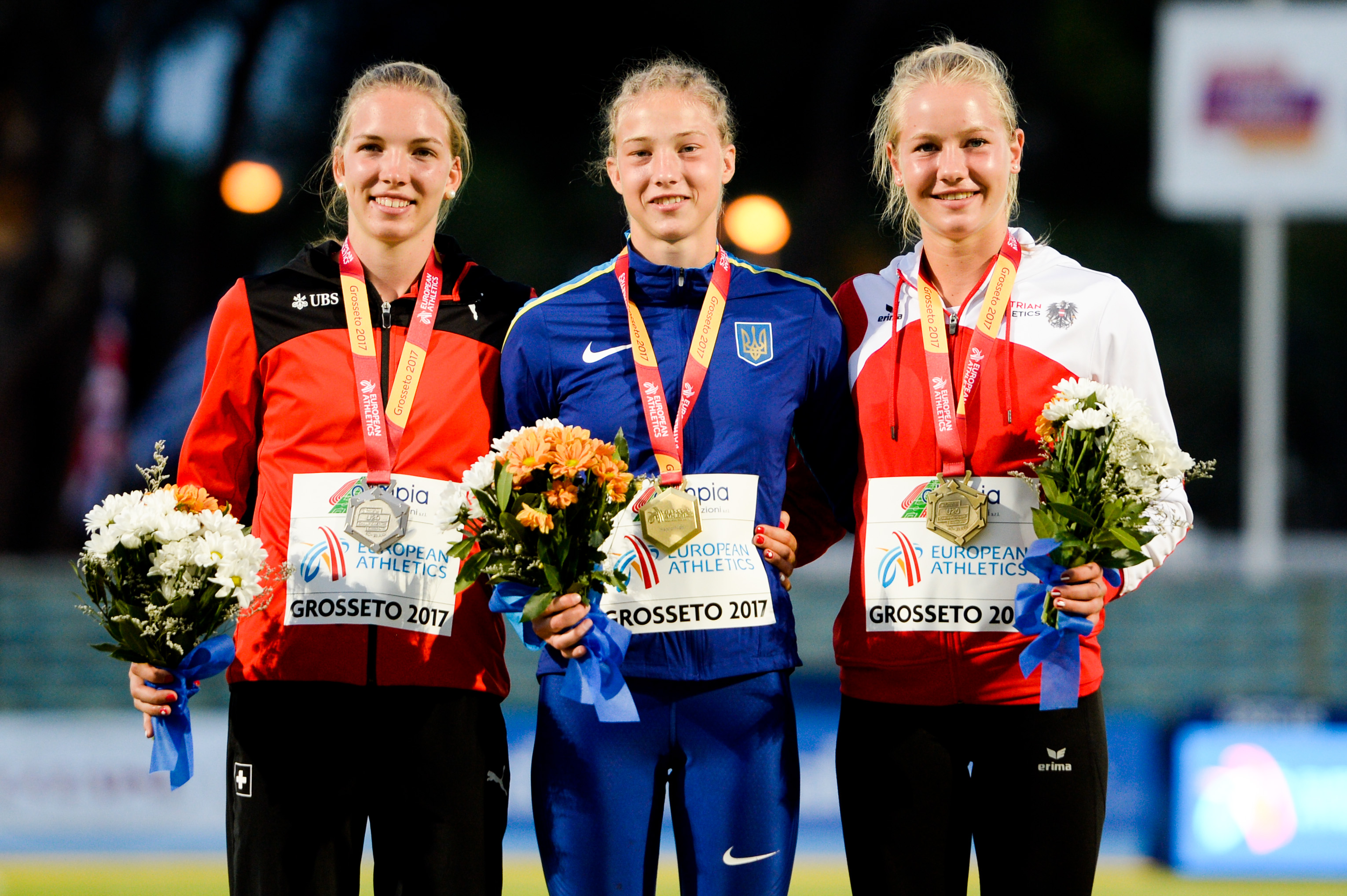
Podio del heptatlón en el Campeonato de Europa de Atletismo Sub-20 de 2017 - Géraldine Ruckstuhl, Alina Shukh, Sarah Lagger

Alina Shukh comenzó a destacar siendo aún muy joven. En 2013, aún con catorce años, fue campeona de Ucrania sub-18 en lanzamiento de jabalina. En 2014 ya fue campeona sub-18 de heptatlón, la que terminaría siendo su especialidad.
En 2015 participó en su primera competición internacional, el Campeonato Mundial Juvenil celebrado en Cali, donde ganó la medalla de bronce en el heptatlón.
En 2016 ganó su primer campeonato internacional, al conseguir el oro en el Campeonato de Europa Juvenil de Tiflis. Además, su marca de 6186 puntos significó una nueva mejor marca mundial de heptatlón juvenil. Mantuvo esta mejor marca hasta 2018, cuando la perdió a manos de María Vicente.
En 2017, al pasar a edad júnior, tomó parte en su primera competición internacional absoluta: el pentatlón del Campeonato de Europa en pista cubierta. Pese a llegar a la competición con la mejor marca mundial (4550 puntos conseguidos en Zaporiyia), terminó en el 11º puesto. Sin embargo, en verano repitió el éxito del año anterior al ganar el heptatlón del Campeonato de Europa Sub-20 que tuvo lugar en Grosseto.
En 2018 no pudo terminar el heptatlón del Campeonato Mundial Sub-20 de Tampere; sin embargo, alcanzó el oro en la prueba de jabalina con un lanzamiento de 55,95 m.